# Liste der Bischöfe von Lodève
Die folgenden Personen waren Bischöfe des Bistums Lodève (heute Republik Frankreich):
- Hl. Florus 389
- Ranulphus ? 492
- Materne 506
- Deutere 535
- Edibius ? 557
- Agrippin 589
- Leonce 610
- Anatole 633
- Firmin 652
- Ansemond 683
- Eugenius ? 694
- Bernechaire ? 711
- Michel ? 769
- Nebridius ?
- Sisemond 817
- Sylvain 824
- Radulphus 840
- Tatila 844
- Heiliger Georg 863–884
- Macaire 884
- Antgiaire 906
- Rodulphus ?
- Thierry 911–949
- Heiliger Fulcran von Lodève 949–1006
- Mainfroi 1006–1015
- Olombel 1015–1040
- Bernard I. 1042–1049
- Bernard II. 1050
- Rostaing 1054 bis ca. 1075
- Bernard III. de Prévenchères 1077–1099
- Dieudonné I. de Caylus 1100–1102
- Pierre I. de Raymond 1102–1154
- Pierre II. de Posquières 1155–1161
- Gaucelin de Raymond de Montpeyroux 1162–1182
- Raymond I. Guilhem Madières 1162–1201 (Haus Montpellier)
- Pierre III. de Frottier 1200–1207
- Pierre IV. de Lodève 1208–1238
- Bertrand de Mornas 1237–1241
- Guillaume I. de Cazouls 1241–1259
- Raymond II. de Bellin 1259–1262
- Raymond III. d'Astolphe de Rocozels 1263–1280
- Bérenger I. de Boussages 1280–1284
- Bérenger II. de Guitard 1285–1290
- Bernard IV. Poitevin 1290–1292
- Gaucelin de la Garde 1292–1296
- Ithier 1296–1302
- Dieudonné II. de Boussages 1302–1312
- Bernard V. de Guitard 1313–1313
- Guillaume II. du Puy 1314–1315
- Guillaume III. de Mandagot 1316–1317
- Gui de Perpignan 1317–1318
- Jacques I. de Cabrerets de Coucots 1318–1322
- Jean I. de Tixerandrerie 1322–1324
- Bernard VI. de la Guionie (i. e. Bernard Gui) 1324–1331
- Bernard VII. Dumas 1332–1348
- Robert de la Vie 1348–1356
- Gilbert de Montdragon 1357–1361
- Aymeric d’Hugues 1361–1370
- Gui de Malsec 1370–1371
- Jean II. Gastel 1371–1374
- Ferry Cassinel 1374–1382
- Pierre V. Girard 1382–1385
- Clément de Grammont 1385–1392
- Guillaume IV. de Grimoard 1392–1398
- Jean III. de la Vergne 1399–1413
- Micuel Le Boeuf 1413–1430
- Pierre VI. de la Treille 1430–1441
- Jacques II. de Gaujac 1441–1450
- Guillaume V. d’Estouteville 1450–1453
- Jean IV. de Corguilleray 1462–1488
- Guillaume VI. de Briçonnet 1489–1516
- Denis de Briçonnet 1516–1520
- René I. du Puy 1520–1524
- Jean V. Mattei Giberti 1526–1528
- Laurent Toscan 1528–1529
- Lélio des Ursins de Céri 1537–1546
- Gui Ascanio Sforza, Kardinal 1546–1547
- Dominique du Gabre 1547–1557
- Bernard VIII. del Bene 1558–1560
- Michel II. Briçonnet 1560–1561
- Claude Briçonnet 1561–1566
- Pierre VII. de Barrault 1566–1569
- Alphonse Vercelli 1570–1573
- René II. de Biragne 1573–1580
- Christophe de Lestang 1580–1602
- Charles de Lévis-Ventadour 1604–1607 (später Herzog von Ventadour)
- Gérard de Rolin 1607–1611
  - François de Lévis Ventadour (Administrator ?)
  - Charles de Lévis-Vantadour (Administrator ?)
  - Anne de Lévis-Ventadour (Administrator ?)
- Jean Plantavit de La Pause 1625–1648
- François de Bosquet 1648–1655
- Roger de Harlay de Cési 1657–1669
- Jean-Armand de Rotondis de Biscarras 1669–1671
- Jean-Antoine de la Garde de Chambonas 1671–1690
- Jacques-Antoine de Phelypeaux 1690–1732
- Jean-Georges de Souillac 1732–1750
- Jean-Félix-Henri de Fumel 1750–1790
- Jean-Georges Gabriel de Levezou 1790–